# Matalainen
Matalainen är en kulle i Finland.   Den ligger i den ekonomiska regionen  Östra Lapplands ekonomiska region  och landskapet Lappland, i den norra delen av landet, 800 km norr om huvudstaden Helsingfors. Toppen på Matalainen är 342 meter över havet, eller 153 meter över den omgivande terrängen. Bredden vid basen är 9,9 km.
Terrängen runt Matalainen är huvudsakligen platt, men norrut är den kuperad. Trakten runt Matalainen är nära nog obefolkad, med mindre än två invånare per kvadratkilometer. Närmaste större samhälle är Savukoski, 19,4 km öster om Matalainen. 